# Ólöf Nordal
Ólöf Nordal (født 3. december 1966 i Reykjavík, død 8. februar 2017) var en islandsk jurist og politiker fra Selvstændighedspartiet, der fra 4. december 2014 til 11. januar 2017 var Islands indenrigsminister.
Ólöf Nordal var uddannet jurist og havde derudover en MBA fra Reykjavík Universitet. Hun var næstformand for Selvstændighedspartiet 2010-13 og igen fra 2015 til sin død.
Hun var 2007-13 valgt til Altinget. Fra 2007 til 2009 repræsenterede hun den nordøstlige valgkreds, siden 2009 Reykjavík syd. 4. december 2014 blev hun udnævnt til indenrigsminister i Sigmundur Davíð Gunnlaugssons regering som afløser for den skandaleramte Hanna Birna Kristjánsdóttir.